# Oxytropis strobilacea
Oxytropis strobilacea là một loài thực vật có hoa trong họ Đậu. Loài này được Bunge miêu tả khoa học đầu tiên.

## Hình ảnh

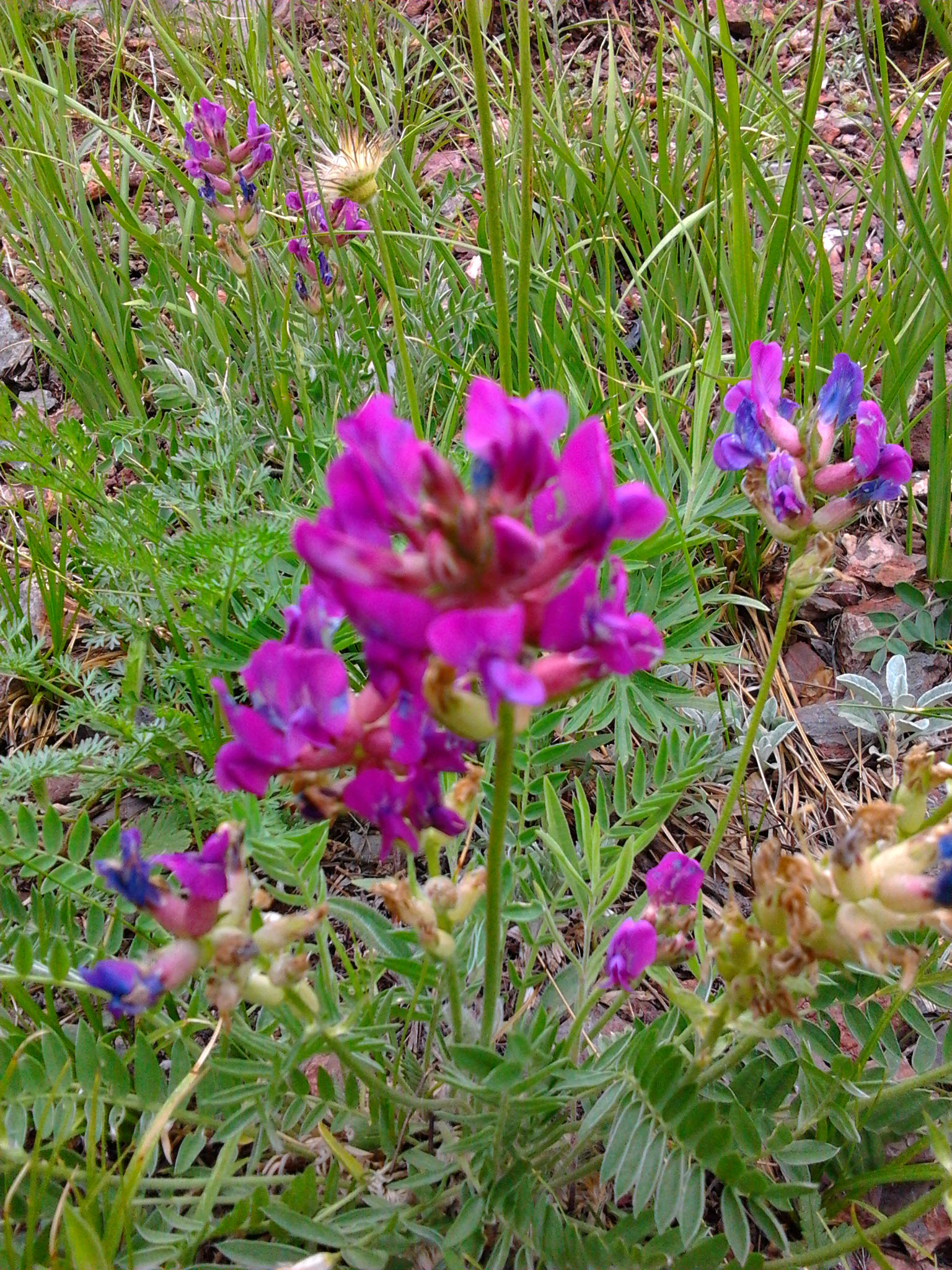

- Tập tin:Остролодочник(обитание).jpg